# Toril Brekke
Toril Brekke född 24 juni 1949 i Oslo, är en norsk författare. Kvinnors situation inom äktenskapet och i samhället har varit ett centralt tema i hennes författarskap.
Brekke är utbildad typograf. Hon har arbetat som typograf, lärare, fabriksarbetare och journalist. 1976 debuterade hon med den socialrealistiska romanen Jenny har fått sparken. Brekke är särskilt känd för sina historiska romaner.
Hon har varit ordförande i Den norske Forfatterforening (1987-1991) och ordförande i Norska PEN (1992-1997).
Brekke är dotter till diktaren Paal Brekke, och gav 2002 ut en biografi över honom: Paal Brekke - En kunstner. Et liv.